# (37658) 1994 PK18
1994 PK18 (asteroide 37658) é um asteroide da cintura principal. Possui uma excentricidade de 0.16301050 e uma inclinação de 4.63345º.
Este asteroide foi descoberto no dia 12 de agosto de 1994 por Eric Walter Elst em La Silla.